# Trachycephalus
Trachycephalus là một chi động vật lưỡng cư trong họ Nhái bén, thuộc bộ Anura. Chi này có 10 loài và không bị đe dọa tuyệt chủng.

## Hình ảnh

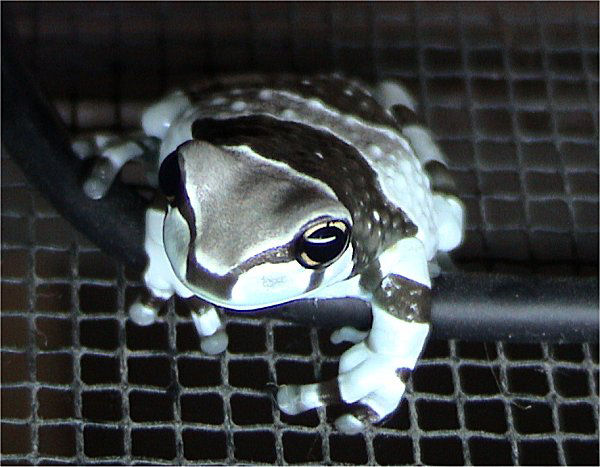
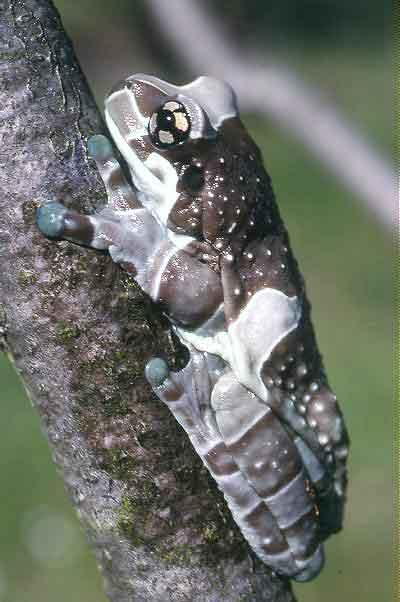